# National Shrine Basilica of Our Lady of Fatima
La National Shrine Basilica of Our Lady of Fatima es una basílica menor y santuario nacional de la Iglesia católica ubicada en Lewiston, Nueva York, EE. UU., al norte de las Cataratas del Niágara, creado en honor a la Virgen María en su advocación de Nuestra Señora de Fátima, la Patrona de los Estados Unidos. Está dirigido por Los Padres Barnabitas.
Miles de peregrinos de todo el país y del mundo visitan la basílica cada año. La basílica se encuentra en 16 acres de tierra. Aparte de la Basílica, destacan el Campanario, el Santuario de San Antonio María Zaccari, la Capilla de Fátima, las Avenidas de los Santos, el Santuario de la Madre Cabrini, el Rosario Gigante, el Mural de la Paz, la Capilla del Santísimo Sacramento, la Capilla del Corazón Inmaculado, la Primera Capilla y el Seminario del Padre Barnabita.
La iglesia fue fundada en 1963, dedicada en 1965 y consagrada el 5 de octubre de 1974. El 7 de octubre de 1975 el Papa Pablo VI confirió el título de Basílica a la iglesia.